# Закон Вілліса
У таксономії співвідношення частот родів і видів описується ранговим розподілом. Він вважається характерним для систематики і отримав назву правила, або закону Вілліса. Однак аналогічні розподіли відомі не тільки в інших областях біології, але й у наукових дисциплінах, далеких від біології. У біології поза галуззю систематики рангові розподіли відомі в екології (Голиков, 1976), морфології (Корона, 1987), молекулярній біології (Apic et all., 2001; Kuznetsov, 2003). Спільним для зазначених випадків є те, що ці розподіли отримані при ранжируванні деяких аспектів різноманіття і стосуються співвідношення обсягів утворених класів.

## Ресурси Інтернету
- Поздняков А. А. Значение правила Виллиса для таксономии // Журн. общ. биол. — 2005. — Т. 66, № 4. — С. 326–335. [Архівовано 29 липня 2014 у Wayback Machine.]

## Виноски
1. ↑  Голиков А. Н. О количественных закономерностях процесса дивергенции // Гидробиол. исследования самоочищения водоемов. — Л.: ЗИН АН СССР, 1976. — С. 90-96.
2. ↑  Корона В. В. Основы структурного анализа в морфологии растений. — Свердловск: Изд-во Урал. Ун-та, 1987. — 272 с.
3. ↑  Apic G., GoughJ., Teichmann S.A. 2001. Domain combinations in archaeal, eubacterial and eukaryotic proteomes // J. Mol. Biol. — 2001. — V. 310. — P. 311–325.
4. ↑  Kuznetsov V.A. Family of skewed distributions associated with the gene expression and proteome evolution // Signal Processing. — 2003. — V. 83. — P. 889–910.